# محافظة قلوة
محافظة قلوة هي محافظة تتبع لمنطقة الباحة في المملكة العربية السعودية وتقع في إقليم تهامة. وتعد محافظة قلوة الثانية في قطاع تهامة بالمملكة العربية السعودية وهي تنمو نمواً سريعاً، ويسكنها عدة قبائل من زهران. وتتميز قلوة بوجود الأماكن التراثية العديدة ومنها قريتي الخلف والخليف التي اشتهرت بالعلم والعلماء سابقاً. ويوجد العديد من الأودية بالمنطقة والمزارع الكبيرة، والمنطقة ساحرة ربيعا بمناظرها الخلابة وبجوها المعتدل في حين أنها حاره صيفا.

## الموقع والسكان
تقع محافظة قلوة في الجزء الجنوبي الغربي لمنطقة الباحة وتشكل الجزء الرئيس من القطاع التهامي وهي ضمن نطاق منطقة الباحة وبين خطي طول (41/42) وخطي عرض (19/20) وتزيد القرى التابعة لها عن 135 قرية وهجرة وتضاريسها تتميز بالارتفاعات الجبلية مثل جبل نيس المطل على وادي محلاء وجبل شدا والأودية والشعاب وترتفع المحافظة على مستوى سطح البحر 400 متر.
بلغ عدد سكان محافظة قلوة (31,197) نسمة حسب تعداد السعودية 2022، عدد السعوديين (25,759) نسمة، وعدد غير السعوديين (5,438) نسمة.

## المراكز التابعة للمحافظة

### مركز الشعراء
بشد الشين المفتوحة وسكون العين بعدها راء مفتوحة ثم ألف فهمزة، تقع الشعراء شمال محافظة قلوة وتبعد عنها 30 كم تقريبا وهي إحدى المراكز التابعة إداريا لمحافظة قلوة

### مركز الرميضة
تقع الرميضة في تهامة الباحة والأخص في الجزء الغربي من محافظة قلوة ويتبعها عدة قرى منها الحضن والصعاليك وكروان السويدي ووكروان العبادي وسيال والشعب الشامي والشعب اليماني والثعبان ودهو ونيرى ورشوة والسلام وسمعة.
مركز المحمدية: أسس في 1425 هـ ويتبع له أكثر من 30 قرية، وتسكنه قبائل بني عويف والأحلاف وآل عبد الحميد وبني عمر ويوجد به مركزان صحيان ومكتبان للبريد كما يوجد يه عدد كبير من المدارس ومن أبرز أوديته وادي دوقه ووادي سيالة.

### مركز الشعب
هو أحد مراكز محافظة قلوة  يقع في الجزء الجنوبي الغربي من محافظة قلوة وتقدر مساحته(35926)متر مربع ويحده شمالاً مركز الرميضة وجنوباً مركز ناوان وغرباً مركز دوقة وشرقاً محافظة قلوة ويتبع له عدة قرى ومنها الشعب الشامي والشعب اليماني وقرية الصفاردة التي يقع بها المركز وقرية الثعبان وقرية بدان ودهو ويقع به مركز صحي الشعب ومركز صحي الثعبان وابتدائية ومتوسطة عبد الله بن عمر بالصفاردة (بنين) وابتدائية الصفاردة (بنات) ابتدائية ومتوسطة عمران بن الحصين بالثعبان(بنين)وابتدائية الثعبان(بنات)   ومخطط الشعب اليماني ومخطط الشعب الشامي ومخطط الثعبان ويوجد بها21 مسجد زاوية و4جوامع و3 مصليات عيد والجوامع هي :جامع الشعبين بالصفاردة وجامع الدشه وجامع بدان وجامع الشعب الشامي 
ومصليات العيد: مصلى الصفاردة ومصلى الثعبان ومصلى الشعب الشامي

## جبل نيس
جبل نيس يعتبر من أهم معالم المحافظة ومن أصعب الجبال وأشقها في التسلق نظراً لكثرة الهضاب شديدة الانحدار، ومتسلقه يحتاج إلى جهد كبير للوصول إلى قمته ويجب عليه سلوك طريق معين لذلك،
وجبل نيس مخضر دائماً وافر الماء عليل الهواء يجود دوماً بسيله ليسقي المزارع والبلاد الإ أن سيله أحياناً يحدث بعض الضرر بالبلاد والطرق بالوادي.